# Priit Vaher
Pritt Vaher is een Estisch kunstenaar en Production designer. Hij is vooral bekend voor zijn bijdragen aan de films van Tallinnfilm uit de jaren zeventig en tachtig zoals Grigori Kromanov's "Hukkunud Alpinisti" hotell uit 1979 en de Pools-Estische coproductie Test pilota Pirxa. In 2019 won hij een carriereprijs op het Haapsalu Horror & Fantasy Film Festival.